# Jan Hendrik van Kinsbergen
Jan Hendrik van Kinsbergen (Russisch: Ян Хендрик ван Кинсберген), graaf van Doggersbank (Doesburg, 1 mei 1735 - Apeldoorn, 24 mei 1819) was een Nederlandse zeeofficier, auteur en filantroop.
Van Kinsbergen behoorde tot een nieuwe generatie zeeofficieren die hun positie niet meer puur te danken hadden aan praktijkervaring of afkomst, maar ook aan een gedegen natuurwetenschappelijke ontwikkeling. Na een jeugd als soldaat liet Van Kinsbergen zich goed scholen en trad in dienst bij de Admiraliteit van Amsterdam. Vanwege de beperkte carrièremogelijkheden bij de Nederlandse marine ging hij in 1771 in dienst van Rusland. Daar verwierf hij zich roem in de strijd tegen het Osmaanse Rijk. Na terugkeer ging hij opnieuw voor de Amsterdamse admiraliteit werken. Hij ijverde daar voor de modernisering van het zeewezen, een onderwerp waarover hij vele publicaties liet verschijnen.
Tijdens de Slag bij de Doggersbank tegen de Britten in 1781 opereerde Van Kinsbergens flottielje relatief succesvol. Daardoor kreeg hij een reputatie als zeeheld en werd hij door stadhouder Willem V aangetrokken om de marinezaken te regelen. Al snel fungeerde Van Kinsbergen zo als feitelijk opperbevelhebber van de vloot en kreeg hij ook ruimere politieke invloed. Het lukte hem wel kleinere vloothervormingen door te voeren, maar niet om de trage confederale organisatie met vijf admiraliteiten te centraliseren.
In 1793 werd hij formeel bevelhebber in de rang van luitenant-admiraal. In 1795 werd hij door de Bataafse Republiek aan de kant geschoven, waarna hij tot 1806 een teruggetrokken bestaan leidde. Hij hield zich bezig met filantropie, hoewel hij nominaal in Deense dienst was getreden, als viceadmiraal. Na 1806 werd hij door het koninkrijk Holland gebruikt als symbool voor de verzoening met de oude Republiek, en werd hij benoemd tot maarschalk, admiraal en graaf. Na de inlijving van het land door het Franse Keizerrijk werd hij senator. Het nieuwe Verenigd Koninkrijk der Nederlanden zette de verzoenende politiek voort en in 1814 kreeg Van Kinsbergen weer de ererang van luitenant-admiraal.

## Vroege carrière
Van Kinsbergen werd op 1 mei 1735 geboren en op 4 mei gedoopt in Doesburg als de oudste zoon (van vier) van de onderofficier Johann Heinrich Kinsbergen (1706-1786) en Petronella ten Nuyl (1704-1771). Zijn vader, een geboren Duitser, voerde oorspronkelijk de familienaam "Ginsberg". Hij was eerst in Oostenrijkse dienst geweest en nam daarna dienst in het Staatse leger. Toen Jan Hendrik zes was, verhuisde hij met zijn ouders in 1741 naar Elburg. Daar kreeg hij les: onder andere in Frans, Duits en geschiedenis. In 1744, Jan Hendrik was toen negen jaar, vertrok hij samen met zijn vader met het Staatse leger naar de Zuidelijke Nederlanden om deel te nemen aan de Oostenrijkse Successieoorlog. De jonge Van Kinsbergen werd als jonker ingeschreven in de infanteriesectie van zijn vader. Hij hielp bij de verdediging van de citadel van Luik en van de vesting van Namen. Ook maakte hij verschillende veldslagen mee.
In 1748, inmiddels dertien jaar, keerde hij weer terug naar Elburg, waar hij nog enige tijd naar school ging. Door het lezen van de biografie van Gerard Brandt over het leven van Michiel de Ruyter vatte hij het plan op om ook een groot admiraal te worden. Tussen 1751 en 1756 volgde hij een opleiding tot ingenieur te Groningen aan het Instituut voor de Zeevaart; daarnaast liet hij zich door een stuurman praktijklessen geven. In 1756 werd hij op voorspraak van generaal baron Sjuck Gerrold Juckema van Burmania Rengers adelborst op de Weststellingerwerf en op 16 maart 1758 luitenant-ter-zee op de Maarssen in dienst van de Admiraliteit van Amsterdam.
Twee van zijn jongere broers werden soldaat in het leger van Pruisen en de jongste, Jan Hermanus van Kinsbergen, ging werken voor de VOC, maar werd in 1770 voor het leven daaruit verstoten omdat hij met zijn schip, de Leimuiden, was vastgelopen op de rotsen van het Kaapverdische eiland Boa Vista en zichzelf en een paar uitverkorenen met een sloep in veiligheid had gebracht en de rest van de bemanning achtergelaten; later zou hij op voorspraak van zijn oudere broer door de marine in dienst genomen worden als kapitein.
In 1761 ging Jan Hendrik over op de Amazone en op 13 oktober 1762 werd hij luitenant-commandeur van de Swieten. In zijn vrije tijd bleef hij een studie maken over de zeevaart. Hij publiceerde in 1767 een geschrift voor jonge officieren over de inrichting van oorlogsschepen, de Orders en Korte Instructiën betreffende de Zeedienst.

## Faam in Russische dienst
In die periode was er bijzonder weinig emplooi voor marineofficieren, en Van Kinsbergen diende een verzoek in om voor vier jaar naar Indië te mogen vertrekken, wat werd ingewilligd. Voor het echter zover kwam, werd hij via Johan Christiaan II Graaf van Solms-Baruth en Hendrik van Pruisen gepolst of hij geen betrekking in Rusland wilde aanvaarden, waar tijdens de Russisch-Turkse Oorlog (1768-1774) de vloot sterk werd uitgebreid en gemoderniseerd, en men op zoek was naar marine-experts. Op 15 augustus 1770 kreeg hij hiervoor verlof van de toenmalige admiraal-generaal, stadhouder Willem V. Die wilde echter Van Kinsbergen niet zomaar kwijt en men kwam de volgende regeling overeen: een jaar later zou Kinsbergen benoemd worden tot Nederlands kapitein, en als het vaderland weer drie jaar later behoefte aan hem had, zou hij moeten terugkeren. Op 15 augustus 1771 werd hij inderdaad extra-ordinaris kapitein-ter-zee.
Op dat moment was Jan Hendrik echter al via Berlijn, waar hij prins Hendrik bezocht, naar Sint-Petersburg afgereisd om op 29 september 1771 als kapitein-luitenant-ter-zee in Russische dienst te treden; de regeling met Willem hield hij geheim. Op 2 oktober 1771 werd hij al benoemd tot kapitein tweede klasse, en vertrok hij naar het Russische leger, dat zich toen bij de monding van de Donau bevond. Hij kreeg daar het bevel over een afdeling kozakken, leerde Russisch, en deed tot begin 1772 mee aan de landcampagne. Tijdens het gevecht werd hij door de knie geschoten, lag bedolven onder een stapel lijken en stervenden, en werd gered door een kozak. Later zou hij die nog laten aanstellen bij de marinewerf in Amsterdam.
Pas op 8 februari 1772 kreeg hij een opdracht die iets met zijn expertise te maken had: hij moest toen te Iaşi buitgemaakte scheepjes van de Turkse Donauvloot opkalefateren. Op 12 juni koos hij daadwerkelijk zee toen hij op een galjoot het bericht van een tijdelijke wapenstilstand moest overbrengen naar Azov. Bij terugkeer op 8 augustus kreeg hij hiervoor een beloning. Vanaf 12 november bracht hij als koerier geheime stukken van het leger naar het hof in Sint Petersburg. Aldaar werd hij voorgesteld aan de tsarina, en Van Kinsbergens enthousiaste plannen met de Zwarte Zeevloot overtuigden Catharina ervan dat het tijd was de jonge officier er ook een echt commando te geven.
Op 26 maart 1773 reisde hij weer af naar het zuiden waar hij op 23 april aangesteld werd in de functie van smaldeelcommandant in de Zwarte Zee. Zijn strijdmacht was zeer beperkt: slechts twee kleine fregatten van ieder veertien kanonnen, en twee jachten, waarmee hij moest patrouilleren ten westen van de Krim. Veel meer schepen had Rusland ook niet in deze wateren; de Russische hoofdvloot opereerde in de Egeïsche Zee na heel Europa te zijn omgevaren. Van Kinsbergen, vastbesloten nu naam te maken, nam zich voor zo agressief mogelijk op te treden als zijn geringe slagkracht maar toestond — overigens met volle instemming van zijn superieuren. Hij voer provocerend de Dardanellen in en beschoot, zonder veel effect, ook een kustfort van Istanboel tot de schade aan zijn vlaggenschip hem dwong zich terug te trekken.

### Overwinningen
Tweemaal versloeg hij dat jaar een Turkse vloot. Op 23 juni ontmoette hij een Turks flottielje van drie fregatten van 52 kanonnen en een brik van 75 kanonnen. Ondanks het verschil in vuurkracht viel hij met zijn twee scheepjes aan en het lukte hem alle vijandelijke schepen te overmeesteren. Dat heldenstuk baarde veel opzien in Rusland, en hij had al toestemming Sinopel aan te vallen, toen zijn opdracht gewijzigd werd in het onderscheppen van een Turks troepentransport naar de Krim met naar schatting 24 schepen, waaronder twaalf lichte fregatten, met vijfduizend man infanterie aan boord. In de morgen van 2 september kreeg hij de vijandelijke vloot in zicht bij het Turkse fort Soedzjoek-Kale, het huidige Novorossiejsk, maar ontving tegelijk een tegenorder om wegens de ongelijke krachtsverhoudingen maar van de onzinnige aanval af te zien. Van Kinsbergen verklaarde echter in bijzijn van zijn officieren dat zo'n bevel nooit echt kon zijn, liet de bode gevangennemen en zette de aanval door.
Hij had nu zes schepen — als versterking had hij een fregat van 32 kanonnen als vlaggenschip ontvangen en een brander — en het Turkse smaldeel bleek zwaarder te zijn dan verwacht met vier linieschepen, drie fregatten, vier lichte fregatten en zes transportschepen. De Turken voeren in overeenstemming met de heersende tactiek in een fraaie kiellinie, wat hun superioriteit in vuurkracht het meeste effect gaf. Van Kinsbergen paste daarom de voor die tijd moderne methode toe zijn krachten te concentreren en viel vanuit de loef de kop van de vijandelijke linie aan, zodat die in wanorde geraakte. Daarna doorbrak hij haar ondanks het draaien van de wind en bracht het vlaggenschip van de vijand tot zinken. De transportvloot zag nu af van een landingspoging. Zijn insubordinatie werd Van Kinsbergen snel vergeven; hem werd alle lof toegezwaaid en Catharina benoemde hem op 22 september 1773 tot ridder vierde rang in de Orde van Sint George, wat Van Kinsbergen toch wat tegenviel. Hij kreeg voor dezelfde overwinning later de eretitel 'Held van de Zwarte Zee'.
Hoewel Catharina de Grote hem graag in haar dienst had gehouden, ruim beloonde en hem alsnog benoemde tot ridder derde rang (in 1776 zelfs tweede rang) en hij ook werd bevorderd tot kapitein eerste klasse, verkreeg Van Kinsbergen in november 1774, na het einde van de oorlog, tijdelijk ontslag uit Russische dienst. De slechte vooruitzichten op een verdere promotie bewogen hem daartoe. In mei 1775 diende hij een verzoek in weer in Nederlandse zeedienst te gaan. In augustus 1775 verliet hij daadwerkelijk de Donvloot en reisde hij via Sint-Petersburg terug naar de Republiek; in december 1775 werd hem eervol ontslag uit Russische dienst verleend.

## Opnieuw in dienst van de Republiek
Van Kinsbergen werd weer aangesteld in Amsterdam, in de rang van ordinaris kapitein, wat veel verbazing wekte omdat de belofte van Willem V nooit bekend was gemaakt. Vanaf 17 mei 1776 tot oktober 1777 nam hij op de Amphitrite deel aan een expeditie naar Marokko en bracht als gezant de tekst over van een nieuw verdrag ter beperking van de kaapvaart, waarvan hij op 27 juni te Salé de ondertekening bijwoonde. In 1778 nam hij op de Argo (44 kanonnen) een tocht naar de Middellandse Zee waarbij hij zijn denkbeelden over een striktere discipline in praktijk bracht. Onderdeel daarvan was dat de officieren het goede voorbeeld moesten geven en zich dus onthouden van gokken, vloeken, dronkenschap en hoereren.
In december 1778 vertrok hij op hetzelfde schip weer naar Salé om het door de Staten-Generaal geratificeerde verdrag te overhandigen. Na terugkeer in 1779 stelde hij plannen op voor een afschaffing van de "kostpenningen": de regeling dat kapiteins zelf proviand inkochten en bepleitte een vast Korps Mariniers en een zeecadettenkorps. Geen van die voorstellen zou overigens ooit uitgevoerd worden. Hij publiceerde daarnaast over de zeeartillerie (Exercitie met het geschut, op het onder- en bovendek, alsmede met het handgeweer) en het seinwezen. Zijn reputatie was inmiddels zo groot dat aanzienlijke adelborsten wedijverden om een aanstelling op zijn schip.
Op 31 december 1779 maakte hij met de Argo deel uit van een smaldeel dat een handelsvloot convoceerde die door de Engelsen in Het Kanaal opgebracht werd om op contrabande voor de opstandelingen van de Amerikaanse Revolutie onderzocht te worden (zie verder Treffen tussen Fielding en Van Bylandt). Dit leidde tot grote verontwaardiging in de Republiek. De spanningen liepen zo hoog op dat Van Kinsbergen op 31 december 1780 benoemd werd als lid van een commissie die de staat van de kustverdediging moest inspecteren. Datzelfde jaar had de schrijver Joannes Florentius Martinet met medewerking van Van Kinsbergen het Zeemans Handboek uitgegeven.
Op 12 februari 1781 werd hij benoemd tot tijdelijk schout-bij-nacht en kreeg de functie van vlaggenkapitein van de bevelhebber. Hij nam het commando over van het linieschip de Admiraal-Generaal en liet een belangrijk deel van zijn oude en uitstekend geoefende bemanning op zijn nieuwe vaartuig overbrengen. Een nieuwigheid was dat hij die in een, door hemzelf ontworpen, uniform liet steken; voor die tijd koos iedere matroos zijn eigen kleding. Vanaf 14 mei voerde hij met een smaldeel een korte kruistocht (patrouille) uit over de Noordzee.

## Groeiende invloed op de marine van de late Republiek
Op dat moment was feitelijk de Vierde Engels-Nederlandse Oorlog al aan de gang en deze zou Van Kinsbergens invloed enorm versterken. Het grootste deel van de marinetop wilde, wegens het feit dat de vloot nog in volle opbouw was, een confrontatie met de Britten vermijden; alleen Van Kinsbergen bepleitte een agressieve strategie. In de Slag bij de Doggersbank (1781) onderscheidde hij zich als smaldeelcommandant op de Admiraal-Generaal, tweede in bevel onder schout-bij-nacht Johan Arnold Zoutman op de Admiraal de Ruyter, en het lukte hem tegen een zwaarder bewapend Engels eskader stand te houden, waarvan hij de Berwick en Fortitude zwaar beschadigde.
Vanwege deze actie werd hij door de bevolking als zeeheld onthaald. Hij werd op 30 november onderscheiden door stadhouder Willem V met de Doggersbank-medaille en fungeerde als diens adjudant-generaal (vertegenwoordiger bij de marine; de voorlopige benoeming was al op 14 augustus) en vaste adviseur in marinezaken tussen 1781 en 1795. Van Kinsbergen wist door zijn charmante en wellevende optreden velen voor zich te winnen en zo een grote politieke invloed te verwerven; als enige ondeugd werd zijn ijdelheid genoemd. Op 18 augustus 1781 werd hij benoemd tot extra-ordinaris schout-bij-nacht; op 10 maart 1782 tot majoor van een nieuw opgerichte afdeling mariniers en vast adjudant-generaal. Datzelfde jaar werd zijn De algemeene scheepsdienst zowel op een fregat als op een schip voor linie uitgegeven en een Grondbeginselen der zeetactiq, dat in 1792 in het Russisch vertaald zou worden.
Van 8 oktober tot 2 november 1782 voerde hij ook een, door stormweer moeizame, tocht met zware verliezen aan schepen en manschappen, uit naar Noorwegen om een retourvloot uit Indië naar huis te begeleiden; op 10 oktober werd hij benoemd in de nieuwe Geheime Raad voor Marinezaken. Hetzelfde jaar begon hij deel te nemen aan informele besprekingen met de voormannen van de Orangisten over de wijze waarop de patriotten het best bestreden konden worden en de vraag welke hervormingen in het landsbestuur nodig waren. Van Kinsbergen wilde vooral dat de vijf admiraliteiten werden vervangen door een enkele gecentraliseerde organisatie, maar door tegenstand van de provincies kwam het daar niet van.
In februari 1783 werd hij benoemd in een commissie die de verbetering van de marinehaven van Vlissingen moest onderzoeken. In het voorjaar 1783, teleurgesteld door de vele kritiek vanwege het slechte verloop van de oorlog, ging hij bijna in op een aanbod om weer in Russische dienst te treden, maar een persoonlijk appel van de stadhouder en diens vrouw weerhield hem daarvan; zijn plan een korps mariniers op te richten leed dat jaar echter schipbreuk. In 1784 en 1785 maakte hij een tocht naar de Middellandse Zee op de Jupiter mede bedoeld om een mogelijke aanval van Venetië af te schrikken; toen hij zich in Toulon bevond, kwam hem ter ore dat hij door een onderzoekscommissie beschuldigd werd van betrokkenheid bij het mislukken van het plan om in de zomer van 1782 een eskader naar Het Kanaal te sturen voor een gezamenlijke actie met de Franse en Spaanse vloot, de zogenaamde "affaire Brest".
Van Kinsbergen, die zelf in 1782 de geheime auteur was geweest van een officiële verdediging van de regeringspolitiek in deze zaak, vroeg zijn ontslag, maar dat werd geweigerd door de stadhouder die met vleiende woorden de zaak wist te sussen. Op deze tocht verzorgde hij ook een gewapend geleide voor Ferdinand I der Beide Siciliën die van Livorno naar Napels voer; de vorst beloonde hem met een miniatuur van zijn koninklijke portret. In februari 1786 keerde hij met een deel van zijn eskader terug.

### Huwelijk
Op 23 juli 1786 huwde hij met de Amsterdamse burgemeestersdochter Hester Hooft, de dertien jaar jongere weduwe van schepen George Clifford (1741-1785) met twee dochters (waarvan Hester Clifford in 1789 zou huwen met Gijsbert Karel van Hogendorp); het huwelijk bleef kinderloos, maar zijn vermogen nam sterk toe.
De Pruisische militaire interventie van 1787 leidde tot een zekere verwijdering tussen hem en de stadhouder — zijn huis en papieren in Amsterdam werden in september door militairen onderzocht op verdenking van contacten met de patriotten — en hij overwoog opnieuw weer naar Rusland te gaan als viceadmiraal en bevelhebber van de Zwarte Zeevloot na een aanbod daartoe van Catharina op 29 november. Op dat moment bevond Van Kinsbergen zich echter niet in de Republiek: vanaf juni 1787 tot in 1788 was hij op huwelijksreis door Duitsland en Oostenrijk, waar hij te Wenen door keizer Jozef II ontvangen was. Februari 1788 gaf de stadhouder hem verlof om tijdelijk in Russische dienst te gaan, maar opnieuw in zulke vleiende bewoordingen van spijt dat Van Kinsbergen in maart te Praag van het plan afzag.
Op 8 april 1789 wees hij ook een aanbod Deens opperbevelhebber te worden in de oorlog tegen Zweden af en voerde vanaf die maand een tocht uit over de Noordzee op de Vrijheid. Dat jaar werd hij door Frederik Willem II van Pruisen benoemd tot lid van de Koninklijke Academie van Wetenschappen en Schone Letteren te Berlijn. Op 16 december 1789 volgde de benoeming tot extra-ordinaris viceadmiraal. Vanaf 17 juni tot augustus 1790 had hij op de Vrijheid het bevel over een hulpeskader van twaalf schepen dat Engeland moest bijstaan bij een mogelijke oorlog met Spanje; hij werd bij die gelegenheid te Londen aan George III van het Verenigd Koninkrijk voorgesteld.

### Franse aanvallen
In de jaren 1791 en 1792 was er geen zeecampagne wegens de aanval van het revolutionaire Frankrijk; Van Kinsbergen gebruikte die tijd om een Nederlandse uitgave van zijn kaarten van de Krim en de Zee van Marmara te laten verzorgen en publiceerde een Vervolg op de Grondbeginselen der Zeetactiek. Op toenaderingspogingen van de aan Franse zijde vechtende patriotten ging hij niet in. De stadhouder stelde hem op 3 maart 1793 aan als bevelhebber van de Hollandse en Zeeuwse vloot — iets wat hij feitelijk al sinds 1781 geweest was — en commandant van het nieuwe korps zee-artilleristen, dat mede door zijn invloed was opgericht. Verder kreeg hij het bevel over alle binnenwateren; hij moest namelijk voorkomen dat de vijand het Hollands Diep overstak. Op 3 april wilde Van Kinsbergen de rang van luitenant-admiraal niet aannemen voordat de aanval was afgeslagen. Door inundaties te stellen en met zinkschepen de vaart te belemmeren deed hij de Fransen na felle gevechten bij Willemstad afzien van een landing op het Eiland van Dordrecht.
Op 20 juli legde hij zijn functie als bevelhebber weer neer. Op 11 augustus 1793 werd hij benoemd tot extra-ordinaris luitenant-admiraal. Op 29 september aanvaardde hij opnieuw de functie van bevelhebber, zijn vlaggenschip was toen de Gelderland. Ook in de zomer van 1794 was er geen zeecampagne. Eind dat jaar stortte de hele geallieerde verdediging van de Nederlanden in en de Fransen konden begin 1795 over het ijs Holland binnenvallen.

## In ongenade bij het revolutionaire bewind
Op 17 januari 1795 deed hij Willem V te Scheveningen uitgeleide bij diens vlucht naar Engeland, vanwege de opmars van de Franse troepen. Hij was nu door het ontbreken van een admiraal-generaal in diens plaats opperbevelhebber van de hele zeemacht, maar verzocht op 29 januari en opnieuw op 9 februari de Staten-Generaal hiervan ontslagen te mogen worden. Tegelijkertijd nam hij maatregelen om te voorkomen dat Nederlandse schepen en havens in Engelse hand zouden vallen — Engeland was immers de nieuwe vijand. Op 24 februari (gregoriaanse kalender) werd hij te Amsterdam gearresteerd op last van de voorlopige revolutionaire regering van Holland, de Provisionele Representanten van het Volk van Holland, en in het stadhuis gevangengezet; na enkele dagen werd hij echter op order van de procureur van Amsterdam vrijgelaten. Op 27 februari verliet Van Kinsbergen alsnog de zeedienst toen alle zittende marineofficieren die dag door de Bataafse Republiek ontslagen werden.
Hij deed niet eens een poging om bij de nieuwe machthebbers weer in dienst te treden, ondanks een oproep daartoe op 10 maart getekend door vele zeeofficieren die hem als commandant niet wilden missen, en werd in juni 1795 tot eerste viceadmiraal van Denemarken en ridder in de Orde van de Dannebrog benoemd voor een wedde van vierduizend daalders. Hij aanvaardde zijn benoeming, maar tot vervulling ervan kwam het niet omdat hij het land niet mocht verlaten. Voor de Bataafse Republiek was het een pijnlijke kwestie want men had geen wettelijke gronden zijn vertrek te verhinderen; daarom bleef men de beslissing over een uitreisvergunning op de lange baan schuiven; in 1796 gaf Denemarken toe aan de politieke druk van de Bataafse Republiek en trok de aanstelling als opperbevelhebber weer in, hoewel Van Kinsbergen officieel tot 1806 in Deense dienst bleef.
Nadat zijn vrouw op 16 april 1795 overleden was, vestigde hij zich in 1796 weer in Elburg, de woonplaats van zijn jeugd, in het oude huis van zijn in 1786 overleden vader. Hij wijdde zich aan de liefdadigheid. In Elburg had hij al een paar jaar eerder een school voor zeecadetten helpen oprichten en nu liet hij deze in 1798, in samenwerking met de gemeente, uitgroeien tot een algemener Instituut voor Talen, Kunsten en Wetenschappen, een internaat. In 1799 ging hij, vanwege zijn gezondheidstoestand, wat comfortabeler wonen in Apeldoorn op het landgoed Welgelegen, dat hij in 1798 uit de erfboedel van een jongere broer gekocht had, samen met drie ongehuwde freules Schimmelpenninck van der Oye, zusters, die hem verzorgden. Te Apeldoorn stichtte hij vanaf 1805 een spinnerij en een weeshuis.
Ondanks zijn teruggetrokken bestaan onderhield Van Kinsbergen gedurende deze jaren een levendige correspondentie met zijn vele buitenlandse vrienden en politieke contacten. Daarnaast waren er voorzichtige toenaderingspogingen van het nieuwe regime. Reeds op 5 augustus 1796 herdacht de Eerste Nationale Vergadering Van Kinbergens gevecht op de Doggersbank. In 1797 werd hem door gematigde elementen, de Moderaten, die een nationale verzoening nastreefden, de post van opperbevelhebber in het vooruitzicht gesteld. In 1801 kwam er een concreter verzoek daartoe dat echter stuk liep op Van Kinsbergens eis dat er eerherstel moest komen voor alle op 27 februari 1795 gecasseerde officieren. In mei 1805 deed raadpensionaris Rutger Jan Schimmelpenninck tijdens een persoonlijk bezoek het verzoek aan Van Kinsbergen zich in een marinefunctie naar keuze opnieuw aan het vaderland dienstbaar te maken. Deze was diep geroerd, maar ging er niet op in.

## Eerherstel tijdens het koninkrijk Holland
Waar de raadpensionaris gefaald had, slaagde de kort daarop als koning aangestelde Lodewijk Napoleon Bonaparte vrijwel onmiddellijk. Al op 16 juli benoemde die Van Kinsbergen tot staatsraad (van augustus 1806 tot 1809 zou hij lid van de Raad van State blijven) en eerste kamerheer honorair. Op 11 oktober 1806 volgde het ontslag uit Deense dienst. Van Kinsbergen diende tijdens het Koninkrijk Holland als symbool voor de verzoening met de oude Republiek en werd overladen met eretitels. Op 16 december 1806 benoemde Lodewijk Napoleon hem tot lid van het kapittel van de Koninklijke Orde van Verdienste, op 26 december 1806 tot honorair maarschalk, op 4 februari 1807 kreeg hij een jaarwedde van achttienduizend guldens (hij weigerde overigens uitbetaald te worden) en later dat jaar het grootkruis van de Koninklijke Orde van Holland; op 15 mei 1808 werd hij benoemd tot buitengewoon Maarschalk der Hollandsche Zeemagt en op 4 februari 1810, toen zijn rang als maarschalk hem op Frans bevel ontnomen moest worden, tot admiraal. Op 4 mei 1810 werd hij door Lodewijk Napoleon zelfs in de adelstand verheven en kreeg Van Kinsbergen de titel Graaf van Doggersbank. Dit was alles bedoeld om de Nederlandse officieren meer aanzien te geven in relatie tot de Franse.
Naast militaire werd hem ook academische eer betoond: hij werd op 4 mei benoemd tot lid van het Koninklijk Instituut van Wetenschappen, Letterkunde en Schoone Kunsten. Van Kinsbergen had echter niet alleen erebaantjes: hij werd op 1 augustus 1808 ook benoemd tot voorzitter van het comité-centraal van het zeewezen en was als zodanig betrokken bij plannen voor uitbreiding van de vloot en de herziening van het marinetuchtrecht. Op 11 oktober 1808 verleende tsaar Alexander I hem, op aanwijzing van Lodewijk Napoleon, het grootkruis van de Orde van Sint-Andreas de Eerstgeroepene, wat meteen de Alexander Nevski-Orde en de Orde van Sint-Anna met zich meebracht.
Toen het koninkrijk Holland in 1810 geannexeerd werd door het Franse keizerrijk, werd Van Kinsbergen gedegradeerd tot Frans viceadmiraal. Wel werd hij op 2 januari 1811 door keizer Napoleon I aangesteld als Frans senator, behield hij zijn titel als graaf (op 18 december 1810 omgezet in comte de l'Empire), en werd hem op 22 maart 1811 het grootkruis in de Keizerlijke Ridderorde van de Réunie verleend. Van Kinsbergen schreef Napoleon op 11 januari 1811 dat hij door zijn ouderdom niet in staat was naar Parijs te verhuizen — zeer wel wetende dat dit ook bepaald niet in de bedoeling van de keizer gelegen had — en vroeg dat zijn salaris ten bate van de marine mocht worden aangewend, wat bij Napoleon de geërgerde reactie uitlokte: "Denkt die trotse Hollandse zeeman mij tot uitdeler van zijn aalmoezen te maken?".
Toen Napoleon in oktober 1811 het nieuwe wingewest bezocht, was Van Kinsbergen niet uitgenodigd de keizer mede te ontvangen. Het Franse bestuur stimuleerde hem wel met plannen voor werkgelegenheidsprojecten te komen, die in feite nauwelijks uitgevoerd zouden worden. Zelf zette hij zijn liefdadig werk voort. De gemeente Elburg schonk hij in 1811 een brandspuit. Ook liet hij aldaar een Instituut van Opvoeding oprichten dat zijn naam droeg.

## Blijvende waardering door het Koninkrijk der Nederlanden

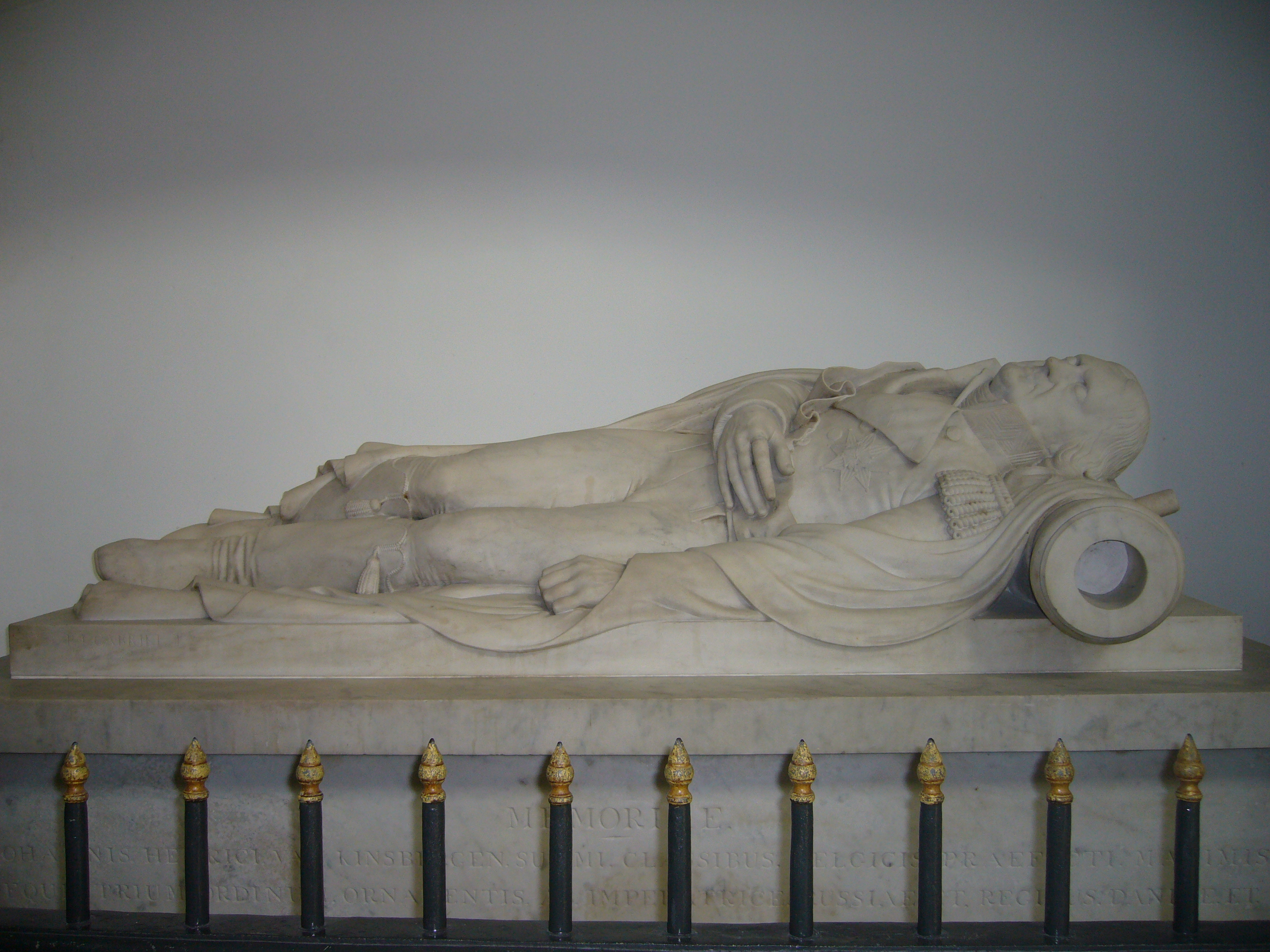
Praalgraf voor Van Kinsbergen in de Nieuwe Kerk in Amsterdam

In 1813 richtte hij, toen de kozakken de Fransen uit Apeldoorn verdreven — op 22 november voorkwam hij door onderhandelingen met de Franse bezetting ervan dat Het Loo door de Russen gewapenderhand ingenomen en dus geplunderd zou worden — twee vrijwilligerskorpsen op om te helpen het Franse garnizoen te Deventer te belegeren. Hij ondersteunde het militair hospitaal te Arnhem. Van Kinsbergen bood de nieuwe "soeverein vorst", dan nog slechts prins, zijn diensten aan, die onmiddellijk aanvaard werden.
Op 4 januari 1814 kreeg hij verlof alle eretekenen van zijn vele ridderorden openlijk te dragen en kreeg hij het recht zich als oud-luitenant-admiraal te betitelen. Hij behoorde tot de zeshonderd notabelen die op 29 maart 1814 goedkeuring mochten geven aan de nieuwe Nederlandse Grondwet tijdens de Vergadering van Notabelen, maar verscheen niet. Op 12 juni 1814 werd hij tot titulair luitenant-admiraal benoemd; in het Koninkrijk der Nederlanden werd dat een rang die puur als eerbewijs werd toegekend, in het geval van de bejaarde Van Kinsbergen wegens "uitstekende verdiensten en bestendige Vaderlandsliefde". Van Kinsbergen weigerde echter opnieuw enige gage te ontvangen. Op 8 juli werd hem het grootkruis Militaire Willems-Orde toegekend; op 11 juli werd hij tot luitenant-admiraal aangesteld; op 28 augustus toegelaten tot de ridderschap van Gelderland en ging daarmee tot de Nederlandse adel behoren.
Van Kinsbergen was beschermheer, weldoener en erelid van het Genootschap Kunstoefening te Arnhem. Hij stelde in mei 1815 een geldprijs van zevenhonderd gulden beschikbaar voor een geschied- en redekunstig gedenkschrift. De prijs werd gewonnen door Johannes van der Palm. Hendrik Tollens won met Wien Neêrlandsch Bloed een tegelijkertijd uitgeloofde prijs van vijfhonderd gulden voor een Nederlands volkslied. Ook loofde Van Kinsbergen prijzen uit voor twee historiestukken en een leerboek voor de jeugd, alles met als onderwerp de omwenteling van 1813. Hij schonk het Koninklijk Instituut in het Trippenhuis op 23 februari 1817 marmeren borstbeelden van onder andere Christiaan Huygens, Pieter Corneliszoon Hooft, Hugo de Groot, Peter Paul Rubens, Herman Boerhaave, die hij liet vervaardigen door de beeldhouwer Paulus Joseph Gabriël; met een beeld door de laatste van De Ruyter begiftigde hij de zeevaartschool van Amsterdam. De koopman Jan Andries Kluppel liet toen weer een borstbeeld van Van Kinsbergen aan die school schenken.
Van Kinsbergen werd bij Souverein Besluit van 28 augustus 1814 benoemd in de ridderschap van Gelderland en verkreeg zo het adellijk predicaat jonkheer. Hij overleed in 1819 op 84-jarige leeftijd te Apeldoorn na een chronische longziekte en werd daar op 27 mei begraven. Een groot deel van zijn erfenis werd aan goede doelen gelegateerd. In juni 1821 kreeg hij een marmeren praalgraf, opnieuw een werk van Gabriël, in de Nieuwe Kerk te Amsterdam, overigens een (dus leeg) cenotaaf; zijn stoffelijke resten zijn in 1842 te Apeldoorn geruimd.

## Eerbetoon

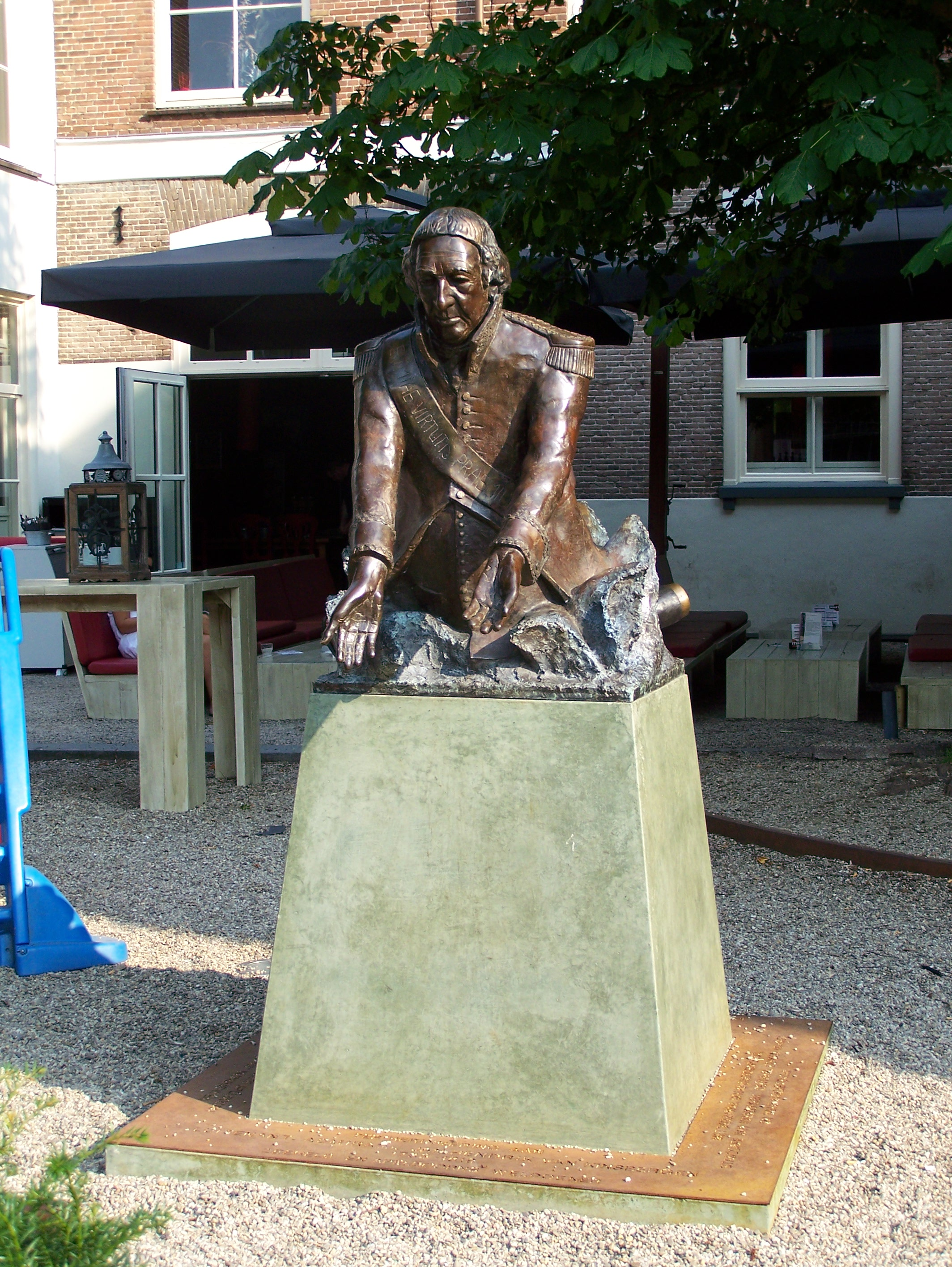
Beeld van Van Kinsbergen in Apeldoorn, door Erzsébet Baerveldt

Bij de Nederlandse marine zijn er drie schepen naar Van Kinsbergen vernoemd: een rijksinstructievaartuig dat sinds 2000 in dienst is, een fregat van de Kortenaerklasse dat dienst heeft gedaan in de jaren tachtig en begin jaren negentig, en een artillerie-instructieschip dat dienst heeft gedaan van 1939 tot 1952. Behalve schepen zijn er in Amsterdam, Apeldoorn, Bennebroek, Bleiswijk, Eindhoven, Elburg, Den Haag, Dongen, Haarlem, Hilversum, De Lier, Maasdijk, Oud- Beijerland, Terneuzen, Velp, Voorschoten en Winschoten ook straten naar Van Kinsbergen vernoemd en in Den Helder een brug. In Beverwijk is er een scoutinggroep genaamd Scouting Admiraal van Kinsbergen. In Elburg zijn er twee scholen naar deze admiraal vernoemd die voortgekomen zijn uit het door hem opgerichte instituut: het van Kinsbergencollege en de van Kinsbergenschool.
Op 12 september 2008 werd in Apeldoorn door de toenmalige commandant der zeestrijdkrachten Rob Zuiderwijk samen met burgemeester Fred de Graaf een monument ter nagedachtenis aan Van Kinsbergen onthuld.
Het bronzen borstbeeld voor Van Kinsbergen is gemaakt door kunstenares Erzsébet Baerveldt.

## Onderscheidingen
- Grootkruis in de Militaire Willems-Orde op 8 juli 1815[6]
- Grootkruis in de Orde van de Reünie op 22 maart 1811
- Ridder in de Orde van Sint-Andreas, ridder in de Alexander Nevski-orde en ridder 1e klasse in de Orde van Sint-Anna op 15 oktober 1808 [7]
- Grootkruis van de Orde van de Unie op 16 februari 1807
- Grootkruis in de Koninklijke Orde van Holland in 1807
- Grootkruis in de Orde van de Dannebrog in september 1806
- Doggersbank-medaille op 30 november 1781
- Ridder in de Orde van Sint-Joris, 4e klasse op 10 augustus 1773, 3e klasse op 7 december 1775